# Catalunya en Comú–Podem
Catalunya en Comú–Podem (Catalaans voor "Catalonië gemeenschappelijk", afgekort CatComú–Podem) is een lijstverbinding van de linkse politieke partijen Catalunya en Comú en Podem voor de Catalaanse regionale verkiezingen van 2017. Het is de opvolger van de lijstverbinding Catalunya Sí que es Pot uit 2015, die geleid werd door Xavier Domènech.
De Catalaanse partijen deed ook gezamenlijk mee aan de Spaanse parlementsverkiezingen van 2015 en van 2019, onder de naam En Comú Podem−Guanyem el Canvi (Nederlands: "Samen kunnen we het–We zullen de verandering winnen).
In het parlement van Catalonië is Catalunya en Comú–Podem de vijfde partij van de autonome regio met 326.360 (7,46%) van de uitgebrachte stemmen in 2017. De partij zit in de oppositie.